# Roberto Edwards Eastman
Roberto Jorge Edwards Eastman (Londres, 22 de febrero en 1937-Chile, 1 de julio de 2022) fue un destacado empresario, artista y fotógrafo chileno.

## Primeros años de vida
Fue hijo de Agustín Edwards Budge y de María Isabel Eastman Beéche, y nieto de Agustín Edwards Mac-Clure, y hermano de Agustín Edwards Eastman, dueño del Diario El Mercurio.
Estudió en la Escuela Militar, arquitectura y administración de empresas, en la Universidad de Chile, pero desde los 14 años sabía que su verdadera vocación es la fotografía.

## Matrimonios e hijos
Tuvo seis hijos producto de tres matrimonios:
- Primero con Susana Bomchil Ross (hija del argentino Miguel Bomchil y Gabriela Ross Montes), con hijos.
- Después con Sara Gallo (argentina), también con hijos: Roberto Agustín Edwards Gallo y Paula Edwards Gallo.

## Vida pública
Al morir su padre en 1957, heredó de él la Editorial Lord Cochrane y fundó con ella en 1967 la revista Paula. 
Como fotógrafo, en ese campo desarrolló sus más ambiciosos proyectos, como el taller experimental «Cuerpos Pintados» en que 45 artistas nacionales pintaron directamente sobre cuerpos desnudos. Edwards inmortalizó las obras resultantes a través de una exposición de fotografías mural y un diaporama exhibido en los principales museos del planeta.
Fue él quién pagó el rescate por su sobrino Cristián Edwards del Río.